# Скелеватські виходи (пам'ятка природи)
Скелева́тські ви́ходи — геологічна пам'ятка природи місцевого значення в Україні. Розташована в Інгулецькому районі міста Кривий Ріг (Дніпропетровська область), за 500 м від кар'єру ПГЗК, лівий берег річки Інгулець. 
Площа — 9 га. Статус присвоєно 1972 року. Перебуває у віданні: ВАТ «Південний ГЗК».